# 佐々里峠
佐々里峠（ささりとうげ）は、京都府京都市左京区と同府南丹市を隔てる峠。南丹市に整備された美山トレイルの終点である（起点は五波峠）。

## 概要
標高735mの京都府道38号上に位置する峠である。京都市左京区広河原尾花町と南丹市美山町佐々里を隔てている。丹波高地の東部に位置する鞍部であり、ここより北は若丹山地とも呼ばれる。平家の落ち武者がこの峠を越えたと伝えられ、左京区内の久多や広河原には落ち武者が作ったとされる集落が多く残っている。

## 道路状況

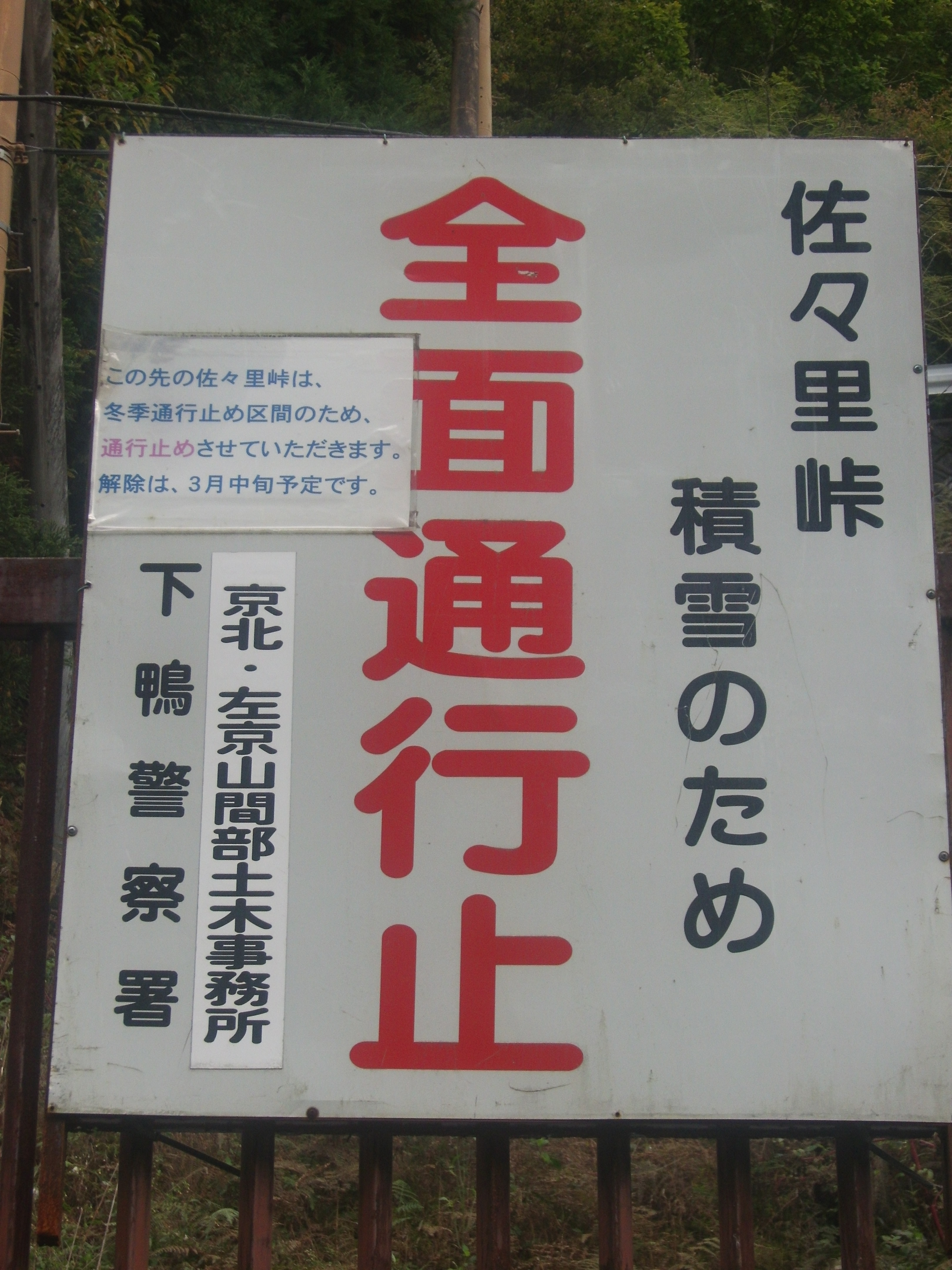
冬季積雪封鎖告知看板

車両での通行が可能な峠である。片側1車線の確保された道路を有しており、主要地方道の峠らしい峠といえる。しかし当地は豪雪地帯である為、冬季は毎年12月15日頃から翌年の3月15日頃まで通行止めとなる。
2022年1月18日には、京都府道38号の南丹市美山町芦生地内で道路法面が崩落、芦生などの集落が孤立した。このため、既に冬季通行止めになっていた佐々里峠の緊急除雪が行われ、通行が可能となった。

## 隣接する峠
- 能見峠
- 五波峠